# 新泉乡
新泉乡，是中华人民共和国江西省萍乡市芦溪县下辖的一个乡镇级行政单位。2021年4月21日，将新泉乡所辖月形居民委员会和麻田村、大江边村、龙王潭村、东江村、蔡家村、长冲村、株 木村、石溪村、沈子村、堎头村等 10 个村民委员会划归麻田镇管辖。行政区划代码为360323105。

## 行政区划
新泉乡下辖以下地区：
新泉村、陈家坊村、东安里村、檀树下村、市上村、颜家坊村、堎下村、移民村、河坑村、乔岭村、杨家湾村、堎头村、沈子村、石溪村、龙王潭村、大江边村、麻田村、株木村、东江村、蔡家村和长冲村。